# Olav Engebrigtsen
Olav Engebrigtsen, född 15 januari 1878 i Kristiania, död 15 april 1962 i Oslo, var en norsk tecknare, illustratör och målare.
Han var son till magasinsförvaltaren I. M. Engebrigtsen och Fredrikke Gundersen samt gift 1914-1947 med Ingeborg Dorothea Clausen. Han studerade konst under fyra år för Harriet Backer och fem månader vid Kristian Zahrtmanns målarskola 1906 samt en period för Henri Matisse i Paris. Han medverkade i Statens Kunstutstilling första gången 1902 och kom att medverka där sju gånger fram 1935 och han var en regelbunden deltagare i Tegnerforbundets utställningar och var representerad i Landsutstilling som visades i Trondheim 1930. Separat ställde han bland annat ut på Kunstnerforbundet i Oslo 1955. Han var anställd som tecknare och illustratör vid Tidens Tegn 1911-1940. Efter att hans arbete vid tidningen upphörde slutade han med sin målade konst för att bara arbeta som illustratör av böcker och tidningsillustrationer som frilans. Som illustratör illustrerade han ett 30-tal böcker. Engebrigtsen är representerad vid bland annat Nasjonalgalleriet och Oslo Bymuseum.